# Reggio Football Club
Il Reggio Football Club è stata una società calcistica italiana con sede nella città di Reggio nell'Emilia, attiva negli anni dieci del XX secolo.

## Storia
Il Reggio venne fondato il 3 dicembre 1912, come conseguenza della fusione tra le società Associazione calcio Reggio e Ausonia. La sua prima partita venne disputata, in quello stesso mese, in casa della Jucunditas di Carpi, incontro che terminò 2 ad 1 a favore dei locali.
Nel maggio del 1913 venne organizzato a Reggio nell'Emilia il "torneo emiliano di football". A questo torneo presero parte il Reggio Football Club, la Jucunditas, il Bologna e l'Internazionale di Milano. I reggiani se la videro con i carpigiani, ma l'incontro, nonostante il tanto pubblico accorso, terminò 0 a 0. Il giorno dopo, in seguito al ritiro del Bologna, l'Inter giocò sia contro la Jucunditas sia contro il Reggio. Quest'ultimo incontro finì 10 a 0 in favore dei lombardi.
In quel periodo i reggiani disputarono altri incontri con la Jucunditas, ormai diventata acerrima nemica. Nell'ottobre del 1913 si inaugurava il nuovo stadio del Reggio, La Badia. Nel 1914 la squadra reggiana si iscrisse al campionato emiliano di Promozione, che, all'ultima giornata perde malamente contro l'Audax Modena. Il 19 maggio torna a Reggio l'Internazionale con i suoi campioni stranieri. La partita, giocata in una Badia stracolma finisce con la vittoria per 3 ad 1 in favore dei nerazzurri. 
Nel giugno 1914 il Reggio perse la supremazia in città: nacque infatti la Juventus di Reggio. Il Reggio si iscrive al campionato emiliano di promozione. Se la dovrà vedere con la Juventus, il Parma,  la Jucunditas e l'Audax di Bologna. Il primo derby stracittadino con la Juventus termina per una rete a zero in favore di questi ultimi. Al ritorno, a causa di tafferugli che erano scoppiati alla fine della partita, il derby viene giocato a Modena, l'incontro finirà sempre 1 a 0 in favore della Juventus. La rivalità cresce sempre più e alla fine tra proclami e rinunce viene disputata alla Badia, il 16 maggio 1915, la partita che sancirà il verdetto di campione di Reggio nell'Emilia. Terminerà 3 ad 1 in favore della Juventus. La "guerra" tra le due società cesserà alla fine del campionato di promozione con la loro unione. Il nome rimase quello del Reggio, mentre venne adottata la divisa bianconera della Juventus.
Con la sospensione dei campionati a causa dell'entrata in guerra dell'Italia, il Reggio s'iscrisse alla Coppa Emilia, un torneo federale di guerra organizzato dalla FIGC. La compagine reggiana riuscirà ad imporsi sino a giungere alla finale dove però verrà nettamente sconfitta dal Bologna. 
Alla fine della guerra il Reggio Football Club giocò una delle sue ultime partite contro una selezione militare del deposito Bombardieri di Scandiano, dopo di che nel 1919 si fuse con l'Audace Reggio per dare vita all'Associazione Calcio Reggiana.